# Aliana Lohan
Aliana Taylor Lohan (* 22. Dezember 1993 in New York City) ist eine US-amerikanische Sängerin, Schauspielerin, Star der Reality-Serie Living Lohan und Model. Sie ist die jüngere Schwester der Schauspielerin und Sängerin Lindsay Lohan.

## Karriere
Ihre musikalische Karriere begann Lohan mit der Veröffentlichung der Single „Rockin' Around The Christmas Tree“, die auf der CD Totally Awesome Christmas von 2005 enthalten war. Auch andere Stars wie Aly & AJ, Jesse McCartney und Hilary Duff veröffentlichten Lieder auf der CD. Darauf folgte 2006 ihr Weihnachtsalbum, Lohan Holiday. Auf dem Album sang sie drei Lieder, „Rockin' Around The Christmas Tree“, „I Like Christmas“ und „Lohan Holiday“, zusammen mit Lindsay Lohan.
Anschließend arbeitete sie an ihrem zweiten Studioalbum, Interpersonal, das vom Plattenlabel Interscope Records herausgegeben wurde. Ihr gesamtes Album wurde im Palms Hotel in Las Vegas aufgenommen. Sie spielte öfter kleinere Rollen in Musikvideos, so auch im Video zu „Confessions of a Broken Heart (Daughter to Father)“ ihrer Schwester.
Seit dem 14. Juli 2008 ist die erste Auskopplung „All the Way Around“ aus Interpersonal bei iTunes als Download erhältlich.
Als Schauspielerin drehte sie den Film R.L. Stines Geistermeister – Besuch aus dem Jenseits, eine Gruselkomödie, die 2008 erschien.
Mitte 2011 unterschrieb sie einen Modelvertrag bei „NEXT-Models“. 
Im Dezember 2011 landete sie ihr erstes Cover-Shooting im „Fault-Magazin“.

## Diskografie

### Studioalben
- 2006 Lohan Holiday
- 2008 Interpersonal

### Singles
- 2005 Rockin' Around the Christmas Tree
- 2008 All the Way Around

## Filmografie

### Filme
- 1998: Ein Zwilling kommt selten allein
- 2000: Life-Size als Girl at Football Stands
- 2008: R.L. Stines Geistermeister – Besuch aus dem Jenseits (Mostly Ghostly) als Traci
- 2009: Troll als Eunice St. Clair
- 2022: Falling for Christmas

### Serien
- 2002 Driven
- 2005 E! True Hollywood Story
- 2006 Paws for Style
- 2008 Living Lohan
- 2008 Late Show with David Latterman

### Musikvideos
- 2006 „Confessions of a broken Heart (Daughter to Father)“ von Lindsay Lohan
- 2006 Christmas Magic